# Mine d'Adams
La mine d'Adams est une ancienne mine à ciel ouvert de fer située dans le district de Timiskaming en Ontario au Canada. Après sa fermeture, plusieurs projets de transformations du site en décharge pour accueillir les déchets ménagers de Toronto ont été faits.